# Japamala

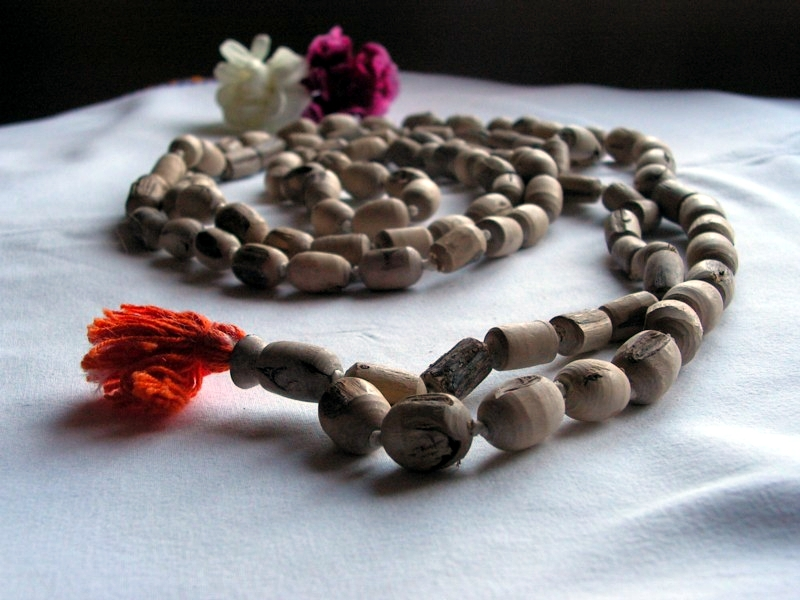
Japamala av tulsikulor.

Japamala, hinduiskt radband, vanligen bestående av 108 kulor. Vaishnaviter använder vanligen radband tillverkade av tulsikulor, medan shaiviter använder radband med rudrakhsakulor.